# Marjorie Gateson

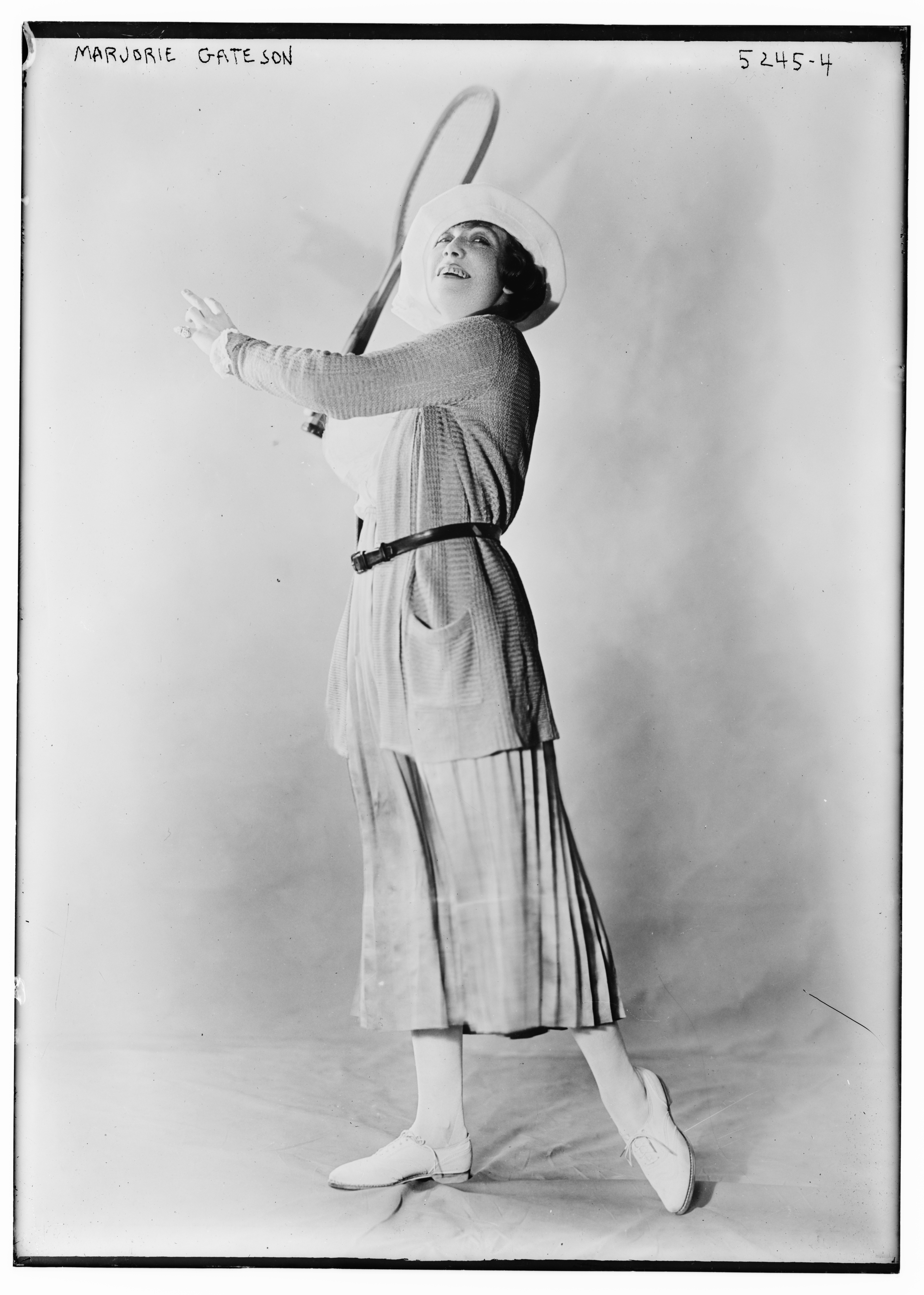
Marjorie Gateson (1920)

Marjorie Augusta Gateson (* 17. Januar 1891 in Brooklyn, New York; † 17. April 1977 ebenda) war eine US-amerikanische Schauspielerin.

## Leben
Marjorie Gateson wurde 1891 als Tochter von Augusta Virginia, einer Sprechlehrerin, und Daniel T. Gateson, einem Unternehmer, in Brooklyn geboren. Ihr Großvater mütterlicherseits war John D. Kennedy, der Pfarrer an der St. Mark’s Episcopal Church in Brooklyn war. Gateson, die mit zwei Brüdern und einer Schwester aufwuchs, besuchte das Packer Collegiate Institute und das Brooklyn Conservatory of Music, an dem ihre Mutter Sprechunterricht gab. Durch ihre Mutter entdeckte sie frühzeitig ihre Liebe zum Theater. 1912 stand sie in New York für Walter Damroschs Musical The Dove of Peace erstmals am Broadway auf der Bühne, wo sie bis 1930 regelmäßig als Darstellerin vor allem in Musikkomödien auftrat.
1931 ging sie nach Hollywood, wo sie fortan häufig in Nebenrollen als Dame der feinen Gesellschaft zum Einsatz kam. In der Kriminalkomödie Der Frauenheld spielte sie 1933 neben James Cagney. Ein Jahr später war sie auch neben Joan Crawford und Clark Gable in Clarence Browns Filmdrama In goldenen Ketten (1934) zu sehen. Weitere Auftritte hatte sie in Seine Sekretärin (1936) mit Jean Harlow und Clark Gable, in Geronimo, die Geißel der Prärie (1939) sowie in den beiden Filmmusicals Reich wirst du nie (1941) und The Sky’s the Limit (1943). Ende der 1940er Jahre wandte sie sich dem US-amerikanischen Fernsehen zu, wo sie das folgende Jahrzehnt hauptsächlich tätig war. 1954 trat sie in einer Aufführung des Musicals Show Boat ein letztes Mal am Broadway auf. Von 1954 bis 1967 hatte sie eine wiederkehrende Rolle in der Seifenoper The Secret Storm.
Aufgrund eines Schlaganfalls musste Gateson ihre Schauspielkarriere vorzeitig beenden. Sie starb 1977 im Alter von 86 Jahren an einer Lungenentzündung in New York. Sie wurde in Maspeth auf dem Mount Olivet Cemetery beigesetzt.

## Filmografie (Auswahl)
- 1931: Beloved Bachelor
- 1931: The False Madonna
- 1932: Society Girl
- 1932: Street of Women
- 1932: Okay America!
- 1932: Thirteen Women
- 1932: Silberdollar (Silver Dollar)
- 1933: Urlaub vom Thron (The King’s Vacation)
- 1933: Employees’ Entrance
- 1933: Lilly Turner
- 1933: Cocktail Hour
- 1933: Melody Cruise
- 1933: Blind Adventure
- 1933: Verschollen in New York (Bureau of Missing Persons)
- 1933: Walls of Gold
- 1933: The World Changes
- 1933: Der Frauenheld (Lady Killer)
- 1933: Let’s Fall in Love
- 1934: Tag, Nellie! (Hi, Nellie!)
- 1934: Coming Out Party
- 1934: Geheimagent 13 (Operator 13)
- 1934: In goldenen Ketten (Chained)
- 1934: Down to Their Last Yacht
- 1934: Million Dollar Ransom
- 1934: Big Hearted Herbert
- 1934: Happiness Ahead
- 1934: 1929 – Manhattan N.Y. (Gentlemen Are Born)
- 1935: Goin’ to Town
- 1935: His Family Tree
- 1935: Your Uncle Dudley
- 1936: Ausgerechnet Weltmeister (The Milky Way)
- 1936: Seine Sekretärin (Wife vs. Secretary)
- 1936: The First Baby
- 1936: Große braune Augen (Big Brown Eyes)
- 1936: Frauenehre (Private Number)
- 1936: The Gentleman from Louisiana
- 1936: Three Married Men
- 1936: The Man I Marry
- 1936: Arizona Mahoney
- 1937: We Have Our Moments
- 1937: Turn Off the Moon
- 1937: Für Sie, Madame … (Vogues of 1938)
- 1937: First Lady
- 1938: No Time to Marry
- 1938: Making the Headlines
- 1938: Gateway
- 1938: Stablemates
- 1938: Spring Madness
- 1938: The Duke of West Point
- 1939: My Wife’s Relatives
- 1939: Too Busy to Work
- 1939: Geronimo, die Geißel der Prärie (Geronimo)
- 1940: Parole Fixer
- 1940: In Old Missouri
- 1940: Till We Meet Again
- 1940: Escape to Glory
- 1940: Pop Always Pays
- 1940: I’m Nobody’s Sweetheart Now
- 1941: Seitenstraße (Back Street)
- 1941: Here Comes Happiness
- 1941: Reich wirst du nie (You’ll Never Get Rich)
- 1941: Passage from Hong Kong
- 1941: Moonlight in Hawaii
- 1941: International Lady
- 1941: Honolulu Lu
- 1941: Obliging Young Lady
- 1942: Das große Spiel (Rings on Her Fingers)
- 1942: Juke Box Jenny
- 1942: Meet the Stewarts
- 1943: The Youngest Profession
- 1943: Keine Zeit für Liebe (No Time for Love)
- 1943: Rhythm of the Islands
- 1943: The Sky’s the Limit
- 1943: Der Tolpatsch und die Schöne (I Dood It)
- 1944: Casanova in Burlesque
- 1944: Hi, Good Lookin’!
- 1944: Seven Days Ashore
- 1944: Ever Since Venus
- 1946: One More Tomorrow
- 1949–1952: One Man’s Family (TV-Serie, 14 Folgen)
- 1950/1951: Suspense (TV-Serie, zwei Folgen)
- 1953: Der Tolpatsch (The Caddy)
- 1953: The Web (TV-Serie, eine Folge)
- 1954: Robert Montgomery Presents (TV-Serie, eine Folge)
- 1954–1967: The Secret Storm (TV-Serie)
- 1957: The Phil Silvers Show (TV-Serie, eine Folge)
- 1957: Harbourmaster (TV-Serie, eine Folge)
- 1958: The United States Steel Hour (TV-Serie, zwei Folgen)